# Oxyethira unispina
Oxyethira unispina är en nattsländeart som beskrevs av Oliver S. Flint Jr. 1974. Oxyethira unispina ingår i släktet Oxyethira och familjen smånattsländor. Inga underarter finns listade i Catalogue of Life.